# Ilex wenzelii
Ilex wenzelii är en järneksväxtart som beskrevs av Merrill. Ilex wenzelii ingår i släktet järnekar, och familjen järneksväxter. Inga underarter finns listade i Catalogue of Life.